# Festival international du film de Reykjavik
Le Festival international du film de Reykjavik (en anglais : Reykjavík International Film Festival, en islandais : Alþjóðleg kvikmyndahátíð í Reykjavík) ou RIFF est un festival international de cinéma créé à Reykjavik.

## Histoire

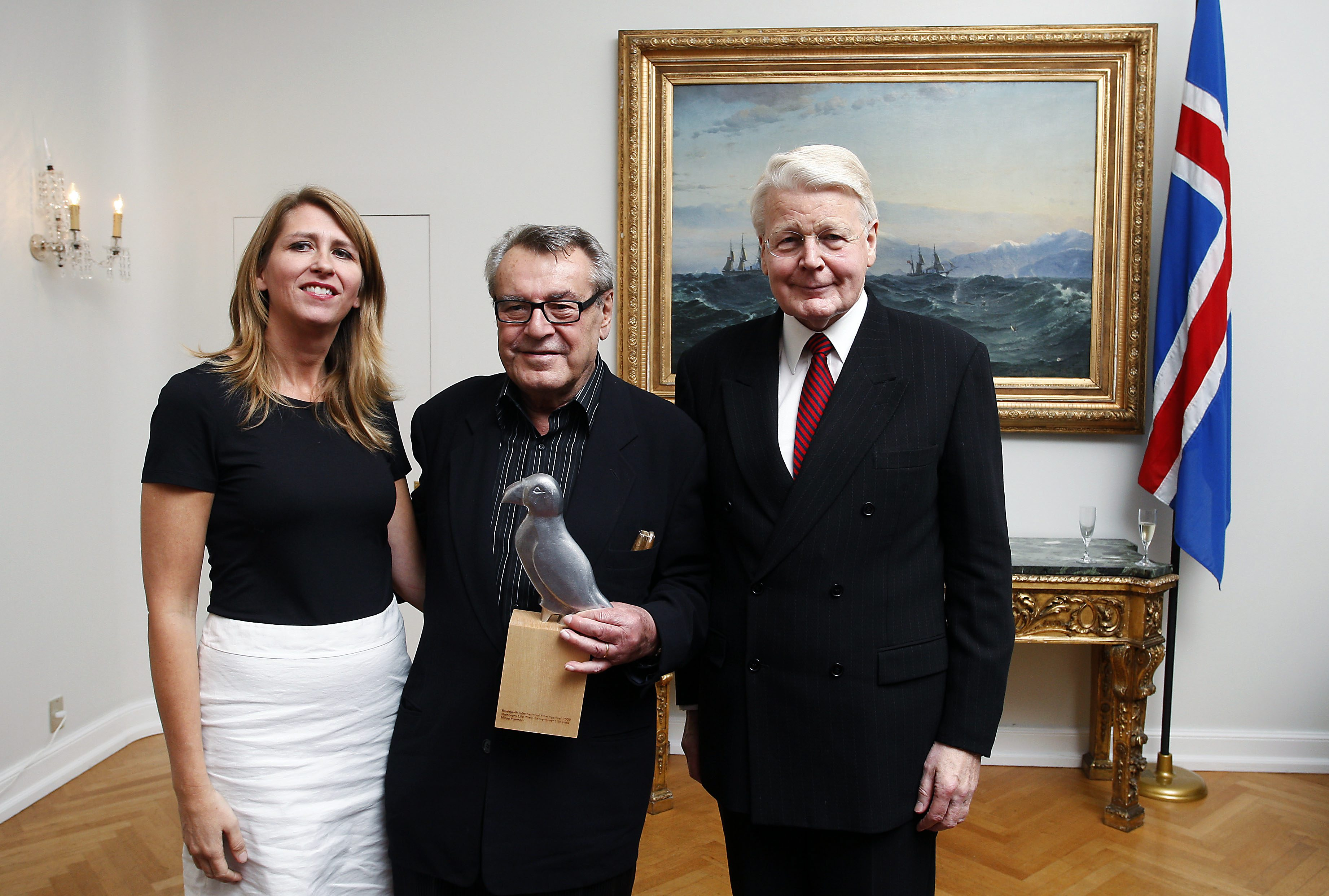
Miloš Forman reçoit un Lifetime Achievement Award par le président de l'Islande Ólafur Ragnar Grímsson en 2009.

Le Festival international du film de Reykjavík  a été fondé en 2004 par un groupe de cinéphiles et de professionnels dans le but de créer un festival international du film annuel à Reykjavík. L'objectif était de créer un événement cinématographique majeur pour enrichir et animer la culture cinématographique locale, mais en plus, devenir une attraction internationale. Ils pensaient qu'en créant un festival du film innovant à Reykjavík, les invités étrangers auraient une occasion unique de participer à un événement culturel passionnant, ainsi que de visiter un pays réputé pour ses merveilles naturelles et sa culture dynamique.
Le festival a organisé son premier événement à Reykjavík en novembre 2004, amorçant une discussion sur le rôle et l'importance des festivals de cinéma dans un contexte local et international. Un programme de festival a été organisé en relation avec le séminaire, montrant des films de réalisateurs et de professionnels islandais travaillant en dehors de l'Islande.
Le RIFF suivant a eu lieu du 29 septembre au 9 octobre 2005 et représentait un bond en avant en taille et en échelle par rapport à l'année précédente. Le programmateur Dimitri Eipides a été recruté pour superviser la sélection des films, après avoir travaillé pour les festivals de Toronto, Montréal et Thessalonique.
En 2005, les bases du programme pour l'avenir ont été posées et un certain nombre de catégories actuelles ont fait surface pour la première fois. Un Lifetime Achievement Award a été décerné à Abbas Kiarostami et une rétrospective de ses œuvres a été projetée avec une exposition de ses photographies. Un prix Découverte de l'année a été décerné pour la première fois à Cristi Puiu. Plus de 13 000 personnes sont venues voir les soixante-dix films du festival.
En 2006, la notoriété du RIFF s'est considérablement étendue et le nombre d'invités internationaux s'est multiplié. Des représentants de médias tels que Variety, The Guardian et Indiewire ont assisté au festival et un journaliste a résumé son expérience en qualifiant le RIFF de « l'un des secrets les mieux gardés du circuit des festivals de cinéma ». Le programme s'était également développé pour incorporer plus d'une centaine de films, un certain nombre de masterclass, des symposiums et des tables rondes ainsi que plusieurs concerts.
Sarajevo, mon amour de Jasmila Žbanić a reçu le prix de la découverte de l'année et le jury FIPRESCI du RIFF a récompensé pour la première fois Red Road d'Andrea Arnold. Alexandre Sokourov a reçu le Lifetime Achievement Award et Atom Egoyan a accepté un prix pour son excellence créative. La fréquentation a grimpé à plus de 15 000 personnes et le festival a été considéré comme un énorme succès, tant au niveau local qu'international.
En 2007, le RIFF a eu lieu pour la quatrième fois. De nombreux cinéastes du monde entier ont visité Reykjavík pour le festival. Parmi eux figurait Aki Kaurismäki, qui a reçu les prix d'honneur du RIFF, remis par le président islandais Ólafur Ragnar Grímsson. Le film hongrois Le Voyage d'Iska de Csaba Bollók a reçu le prix de la découverte de l'année et le Macareux d'or, décerné pour la première fois. Le président du jury était Hal Hartley.

## Macareux d'or
Les films de la sélection New Visions concourent pour le Macareux d'or (Golden Puffin).
- 2007 : Le Voyage d'Iska (Iszka utazása) de Csaba Bollók
- 2008 : Tulpan de Sergueï Dvortsevoï
- 2009 : J'ai tué ma mère de Xavier Dolan
- 2010 : Le quattro volte de Michelangelo Frammartino
- 2012 : Les Bêtes du Sud sauvage (Beasts of the Southern Wild) de Benh Zeitlin
- 2013 : Une belle fin (Still Life) de Uberto Pasolini
- 2014 : J'arrête quand je veux (Smetto quando voglio) de Sydney Sibilia
- 2015 : Chaharshanbeh, 19 Ordibehesht de Vahid Jalilvand
- 2016 : Godless (Bezbog) de Ralitza Petrova
- 2017 : The Rider de Chloé Zhao
- 2018 : Un couteau dans le cœur de Yann Gonzalez
- 2019 : L'Orphelinat (Parwareshghah) de Shahrbanoo Sadat
- 2020 : L'Indomptable Feu du printemps (This Is Not a Burial, It's a Resurrection) de Lemohang Jeremiah Mosese
- 2021 : Selini, 66 erotiseis de Jacqueline Lentzou
- 2022 : Blaze de Del Kathryn Barton